# ナンシーの戦い
ナンシーの戦い（ナンシーのたたかい、仏：Bataille de Nancy）は、1477年1月5日、ロレーヌ公国の都市ナンシー郊外で、ブルゴーニュ公シャルルとロレーヌ公ルネ2世との間で起こったブルゴーニュ戦争最後の戦い。決戦となったこの戦いではルネの軍勢が勝利した。切り刻まれたシャルルの遺体が確認されたのは3日後だった。

## 背景
1476年、シャルルはロレーヌ公ルネの軍によりロレーヌ公国の首都ナンシーを奪還されたため、これを包囲していた。厳しい冬という状況にもかかわらず、シャルルは天候がひとたび好転すれば遅かれ早かれルネが救援の軍を率いて来るのがよくわかっており、何としても包囲戦を完了させるつもりだった。
12月下旬、ルネはロレーヌとライン低地同盟から1万ないし1万2000人を、スイスから傭兵1万人を集結させ、1477年1月上旬ナンシーに向けて進軍を開始した。積雪があったにもかかわらず、彼らは1月5日早朝にはナンシーに到着した。シャルルはルネの軍が間近に迫ったことを知り、ナンシーの南にある強固な防衛拠点へ軍のほとんどを整列させた。そこは背後に渓流が流れる谷間のもっとも狭まった場所で、急斜面には木が生い茂っていた。シャルルはスイス軍が急斜面を下らなければならないであろうことを知っていた。彼が動かせた正確な人数を把握するのは難しいが、現代の評者は4,000人から8,000人の間でだったろうと見なしている。この戦いでは近衛兵すら定員割れし、兵力のほとんどは従卒であり、理論的には多く見積もっても実力の50%しか発揮できなかった。
シャルルはルネの軍勢が間近に迫っているという知らせを受けたものの、自ら戦略に厳密に従った対陣を組んだ。歩兵中隊と憲兵に30門の野砲を丘の頂上の正面に、騎乗した騎士と砲兵を両翼に配置した。
シャルルは6ヶ月前のムルテンの戦い (en) の損失で偵察隊の不足に苦しんでいたが、連合軍はそうではなかった。視程が2ないし3ヤードを切る吹雪にもかかわらず、連合軍の偵察隊はすぐにブルゴーニュの陣地に対して正面攻撃を仕掛けると自軍に大きな損害をもたらすことを見分けた。スイス軍は歩兵7,000人の歩兵部隊と2,000人の騎兵部隊から成る前衛部隊（フォーアフート、Vorhut）が右翼からの攻撃を、8,000人の歩兵部隊と1,300人の騎兵部隊から成る主力部隊（ゲヴァルトフート、Gewalthut）はブルゴーニュ軍の左の横腹を攻撃すべく困難な道を迂回して行軍し、木が生い茂り雪が厚く積もった斜面の上に陣取ったが、ブルゴーニュ軍が待機している場所は目視出来なかった。手銃兵800人から成る小編成の後衛部隊（ナーハフート、Nachhut）は予備に回された。

## 戦闘

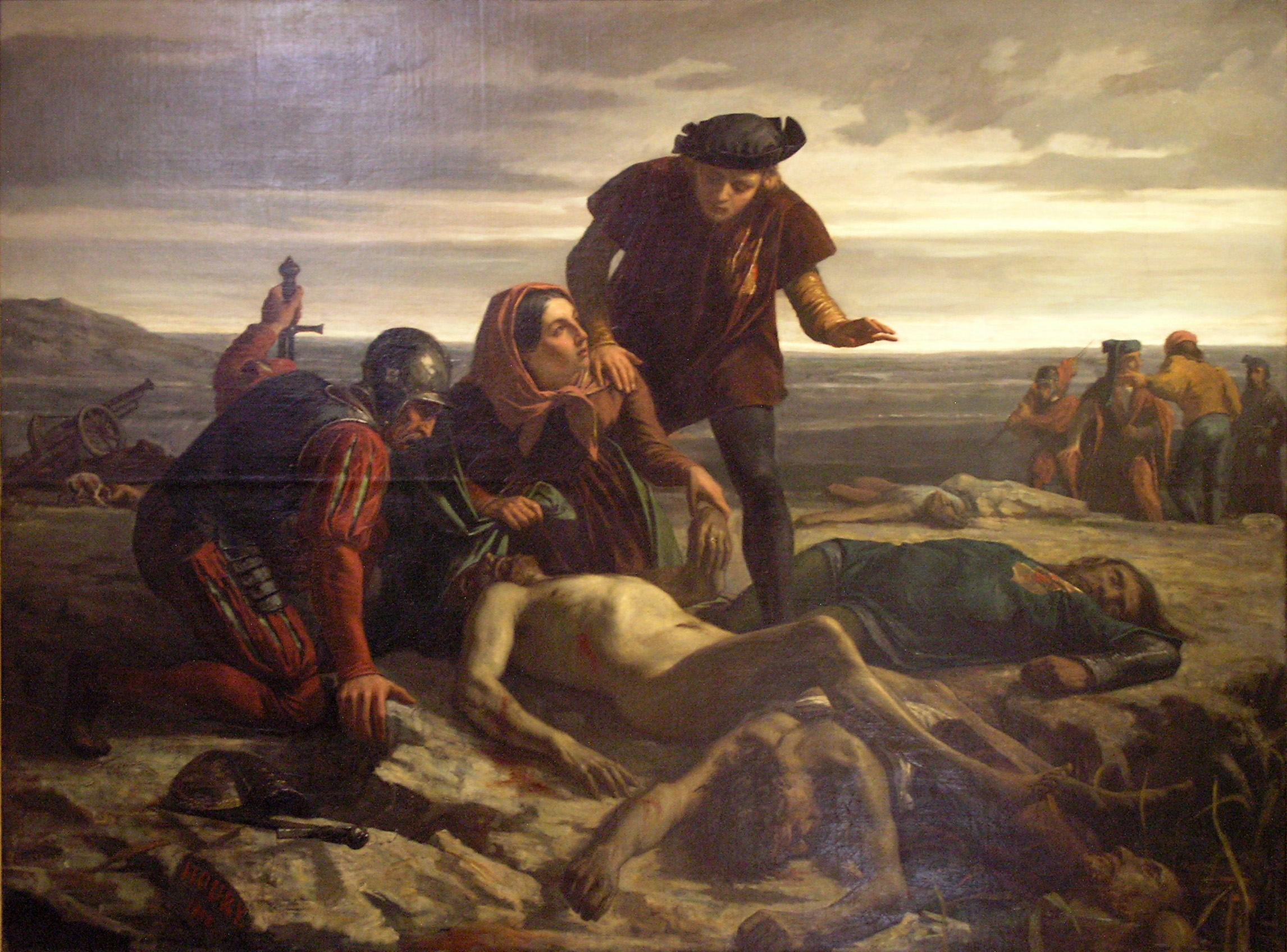
戦いの後発見されたシャルル突進公の遺体。作者未詳（1862年）

およそ2時間にわたる行軍の後、主力部隊はブルゴーニュ陣営のすぐ後方の斜面の茂みからくさび形の方陣を組んで現れた。スイス軍の角笛が3回鳴り響き、スイス軍はブルゴーニュ陣営に向けて坂を下って突撃した 。大砲は対主力部隊向けに再訓練を受けていたが実戦で十分な威力を発揮出来ず、一度の一斉射撃で殺されたのは2人だった。ブルゴーニュ軍右翼の騎兵はスイス歩兵の集団を撃退したが、数に勝るスイス歩兵との多勢に無勢の一方的な戦いで、ブルゴーニュ歩兵の方陣は引かざるを得なかった。前衛部隊はブルゴーニュ軍左翼を撃退し、砲兵を敗走させた。シャルルと指揮官は最後まで崩れた軍勢を立て直そうと努力をしたが、成功しなかった。彼の小隊は敗走したが、最後にはスイス軍の一団に取り囲まれた。斧槍兵が素早い一振りをシャルルの頭に浴びせ、致命的な一撃をヘルメットに与えた。シャルルが倒れる姿は見えたが、その周囲は戦いでごった返していた。その変わり果てた遺体が見つかり、虐殺された残骸から本人であると特定されるまで3日かかった。こうしてヴァロワ＝ブルゴーニュ家の事実上最後のブルゴーニュ公は戦死した。

## ギャラリー

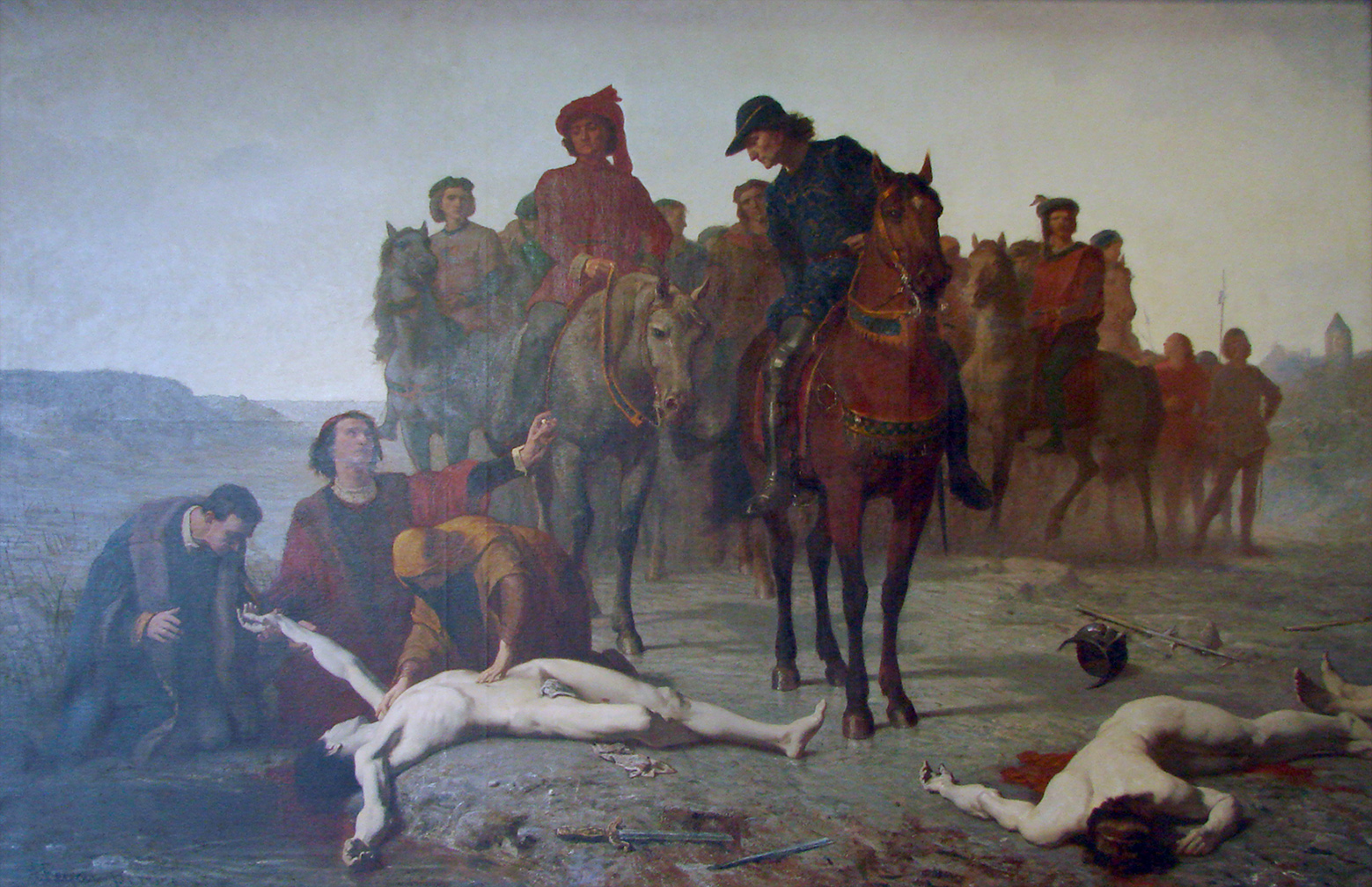
シャルル突進公はナンシーの戦いの後に見つかった。オーギュスト・フェイアン＝ペラン画（1865年）
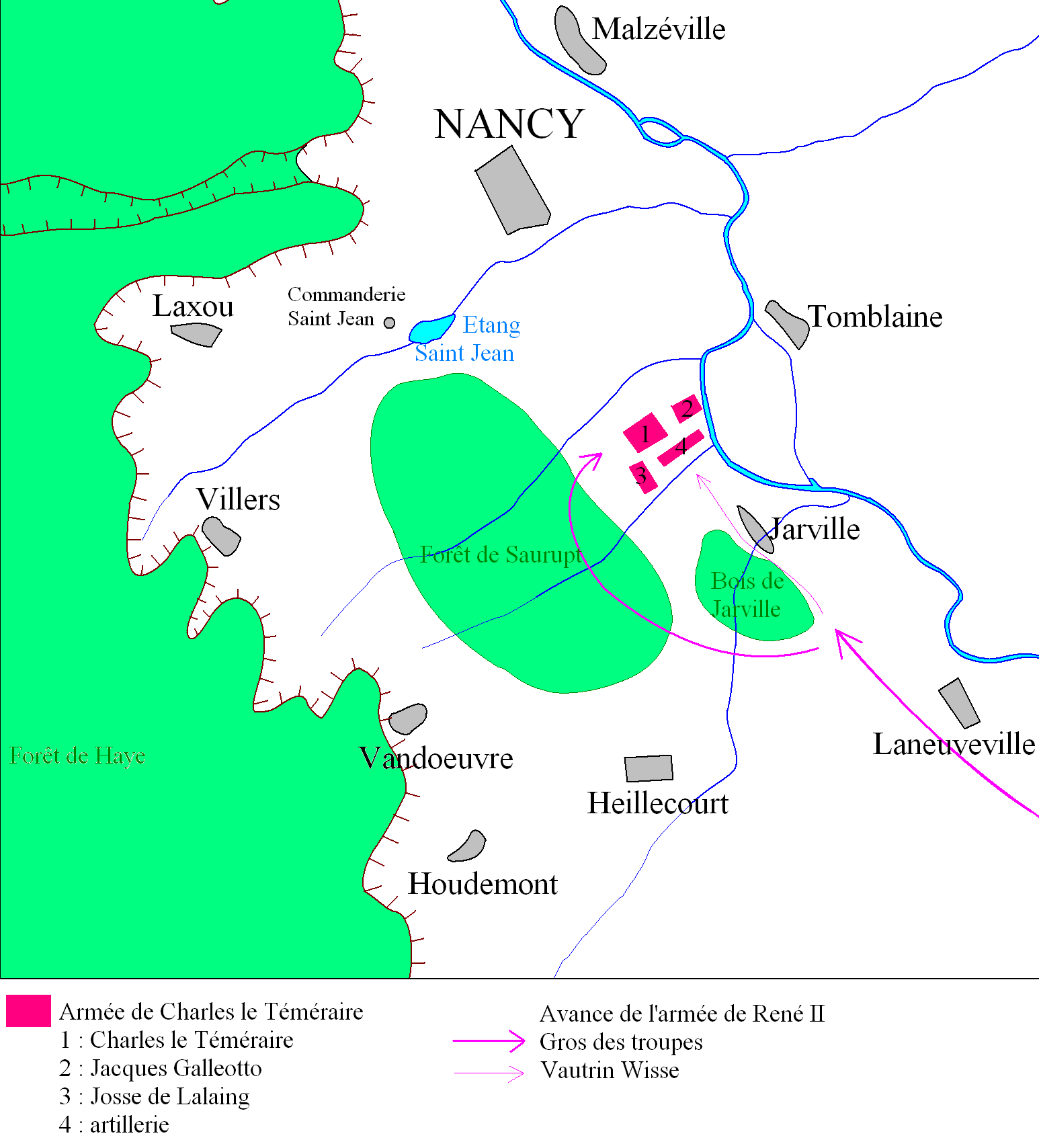
戦略図
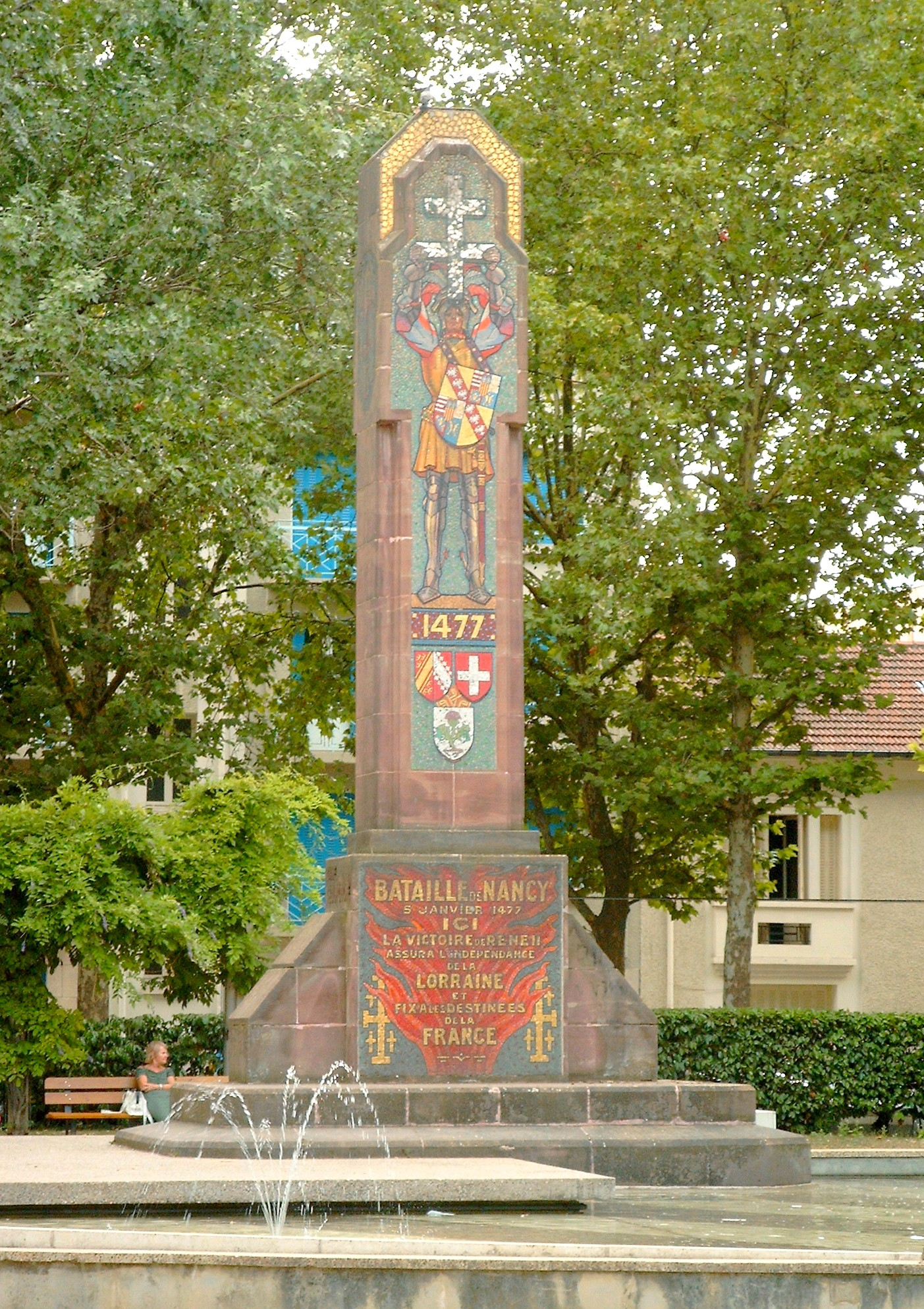
ナンシーの戦いの記念碑
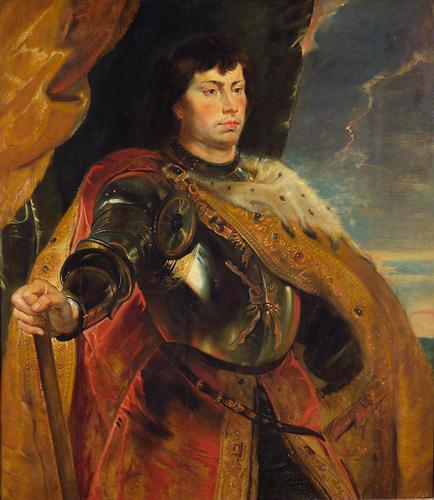
ブルゴーニュ公シャルル ピーテル・パウル・ルーベンス画（1618年）
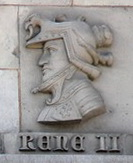
ルネ2世の彫像